# تپه کهنه گورستان شینگل
تپه کهنه قبرستان شینگل مربوط به اواخر دوران‌های تاریخی پس از اسلام است و در شهرستان بوئین‌زهرا، بخش آوج، روستای شینگل واقع شده و این اثر در تاریخ ۲۵ خرداد ۱۳۸۱ با شمارهٔ ثبت ۵۷۶۳ به‌عنوان یکی از آثار ملی ایران به ثبت رسیده است.